# Flügel und Fesseln
Flügel und Fesseln ist ein kammerspielhafter deutsch-französischer Spielfilm aus dem Jahre 1984 von Helma Sanders-Brahms mit Brigitte Fossey und Hildegard Knef als Antagonistinnen in den Hauptrollen.

## Handlung
Die handlungsarme Geschichte erzählt von einem seit langem unter der Oberfläche gutbürgerlicher Etikette schwärenden, klassischen Tochter-Mutter-Konflikt. Die Französin Isabelle Kahn hat als Filmschauspielerin großen Erfolg und muss daher, wenn sie mal wieder auf Dreharbeiten fern von daheim ist, ihre kleine blonde Tochter Emilie bei ihrer eigenen Mutter Paula zurücklassen. Das Verhältnis zwischen der Deutschen Paula, die in Frankreich nie so recht heimisch geworden ist, und Isabelle ist notorisch angespannt, auch weil Isabelle dasjenige Leben voll Ungebundenheit und Freiheit lebt, das einst Paula, die sich in jungen Jahren ganz um die Erziehung der kleinen Isabelle kümmern musste, verwehrt geblieben ist. Unausgesprochen hält Paula Isabelle genau dies vor, nämlich durch ihre Geburt und Existenz damals Paulas Wünsche nach einer eigenen Karriere im Wege gestanden zu haben.
Denn auch Paula hatte einst als Nachwuchsdarstellerin große Pläne, doch der Krieg mit seinen Zerstörungen begrub 1945 all ihre Ambitionen, und sie heiratete, um sich abzusichern, den französischen Besatzungsoffizier Charles Kahn. Als sie beider Baby Isabelle erwartete, musste Paula ihre Karriereträume endgültig begraben. Mit ihrem Mann zog sie daraufhin in dessen Heimat. So lastet diese „ewige Schuld“ von Paulas Verzicht schwer auf Isabelles Schultern, zumal Paula nicht müde wird, ihrer Tochter ebendiesen Verzicht immer wieder direkt oder indirekt vorzuwerfen. Jetzt, wo Isabelle mal wieder von Dreharbeiten zu Emilie und ihren eigenen Eltern zurückkehrt und auch noch ihr Liebhaber ebenfalls anreist, bricht dieser Mutter-Tochter-Konflikt offen aus. Als Isabelle nach nicht einmal zwei diskussions- wie dialogreichen Tagen für Nachaufnahmen zurück ins Studio fahren muss, sind viele neue Verletzungen entstanden und ist doch nichts wirklich geklärt worden …

## Produktionsnotizen
Im Januar und Februar 1984 in Berlin und der Normandie gedreht, wurde Flügel und Fesseln am 2. Dezember 1984 auf dem London Film Festival uraufgeführt. Die deutsche Premiere fand am 17. Februar 1985 im Rahmen des Internationalen Forums des jungen Films in Berlin statt. Am 31. Mai 1985 kam der Streifen in die deutschen Kinos. Die deutsche Fernseherstausstrahlung erfolgte am 31. August 1987 im ZDF.
Barbet Schroeder war an der Produktion beteiligt. Rainer Schaper übernahm die Ausstattung, Darius Khondji war einer von mehreren Kameraassistenten. Gunther Kortwich sorgte für den Ton.

## Wissenswertes
In der Strandszene mit Brigitte Fossey und ihrer Filmtochter Camille Raymond erweist sich Fossey selbst eine Referenz als beide eine tote Möwe begraben und Fossey in der Rolle der Schauspielerin Isabelle Kahn ihrer Tochter erklärt, sie habe einmal in einem Film selbst mehrere tote Tiere beerdigt. Damit spielte Fossey auf ihren ersten Film an, den sie 1951/52 im Alter von fünf Jahren gedreht hatte: Verbotene Spiele.

## Kritiken
Die Bewertungen dieses Mutter-Tochter-Familiendramas fielen sehr unterschiedlich aus: Nachfolgend vier Einschätzungen:

„„Flügel und Fesseln“ ist ein hervorragender Film … der allen Beteiligten an dieser Produktion Ruhm und Ehre bringen dürfte. (…) Die ausgezeichnete Kameraarbeit von Sacha Vierny ist ein weiterer Pluspunkt für diesen technisch ausgezeichneten Film … er bestätigt den Rang von Helma Sanders-Brahms als eine der wichtigsten Regiepersönlichkeiten des deutschen Films.“

Der Kritiker Urs Jenny kam zu einem vollkommen anderen Schluss. In Der Spiegel urteilte er: „»Flügel und Fesseln« ist also ein Familien-Selbstgerichts-Drama großen Stils, eines, wo die Beteiligten sich schon über die Frühstücksbrötchen weg schreckliche letzte Wahrheiten ins Gesicht schleudern  … und vor allem ein Vollbad in Mutter-Tochter- und Tochter-Mutter-Haß. Helma Sanders-Brahms hat dieses Drama mit besessenem Ernst beschrieben und inszeniert, mit Mut zur Lächerlichkeit, mit feurigem Atem und noch mehr heißer Luft – und hat sich dabei schrecklich in den Dimensionen ihres Themas verschätzt: Das Dilemma einer alleinstehenden Frau zwischen Karriereehrgeiz und Mutterpflichten ist nicht auf die hohen Stelzen der Tragödie zu hieven ...“
Im Lexikon des Internationalen Films heißt es: „Kammerspielhaftes Familiendrama, das sich mit den Problemen weiblicher Sozialisierung und den Spätfolgen einer symbiotischen Mutter-Tochter-Beziehung auseinandersetzt – oft mit Hilfe stilisierter, surreal verfremdeter Bildallegorien. Die herausragende Kameraarbeit und der schauspielerische Aufwand entsprechen nicht immer der eher dünnblütigen Geschichte.“
Auf deutsches-filmhaus.de heißt es: „Gestelzt wirkende Dialoge und überzogene Gefühle, von der Filmemacherin bewusst als Stilmittel eingesetzt, sind missverständlich, nicht immer nachvollziehbar.“